# Ian Hornak
Ian Hornak, né à Philadelphie (Pennsylvanie) le 9 janvier 1944 et mort à Southampton (New York) le 9 décembre 2002, est un dessinateur, peintre et graveur américain et est l'un des artistes fondateurs des mouvements artistiques l'hyperréalisme et le photoréalisme.

## Biographie
Formation : Université du Michigan et Université de Wayne State.